# 曾谨言
曾谨言（1931年6月26日—2023年3月6日），男，四川隆昌人，中国理论物理学家、物理教育家，曾任北京大学教授、博士生导师。 2023年3月6日因病医治无效，在北京逝世，享年92岁。